# Kooihuizen
Kooihuizen, en frison Koaihuzen, est un hameau situé dans la commune néerlandaise de Súdwest Fryslân, dans la province de la Frise. Il est situé au bord de l'IJsselmeer.